# Juan de Soria
Juan de Soria (Soria,? - Burgos, 1 de octubre de 1246), también conocido como Juan de Osma, Juan Díaz, Juan Domínguez o Juan Ruiz de Medina fue un eclesiástico castellano vinculado a la cancillería real de Castilla desde al menos 1211, sucesivamente abad de Santander, de Valladolid, obispo de Osma y de Burgos.
Fue uno de los enviados como delegado hispano al IV Concilio de Letrán de 1215 y, a fines de ese año, ingresó en la casa real castellana como canciller regio.
Fue secretario y desde 1217 canciller de Fernando III de Castilla, quien lo promovió a la abadía de Santander y Valladolid. Sustituyó a los arzobispos de Toledo y Santiago de Compostela como Canciller Mayor de Castilla y León en 1231. Ese mismo año fue nombrado obispo de Osma, cargo que ostentaría durante diez años.
Acompañó a Fernando III en sus campañas de 1235-36 contra los almohades de al-Ándalus en calidad de legado para la cruzada, en sustitución de Rodrigo Jiménez de Rada, hallándose presente en la toma de Córdoba, cuya catedral consagró.
En 1237 fue elegido obispo de León (ocupando la diócesis vacante tras la renuncia del obispo Arnaldo), aunque no llegó a tomar posesión, pese a que el papa Gregorio IX aprobó la elección, ya que se opuso el rey Fernando.  En 1241, tras serlo de Osma, fue nombrado obispo de Burgos.
Fue autor de la Chronica latina regum Castellae (Crónica de los reyes de Castilla) redactada entre 1223 y 1237.
| Predecesor: Diego García             | Canciller de Castilla 1217 - 1239 | Sucesor: Rodrigo Jiménez de Rada |
| Predecesor: Pedro Ramírez de Pedrola | Obispo de Osma 1231 - 1240        | Sucesor: Pedro de Peñafiel       |
| Predecesor: Mauricio                 | Obispo de Burgos 1240 - 1246      | Sucesor: Aparicio                |